# Тираник
Тира́ник (Serpophaga) — рід горобцеподібних птахів родини тиранових (Tyrannidae). Представники цього роду мешкають в Південній Америці.

## Таксономія і систематика
Молекулярно-генетичне дослідження, проведене Телло та іншими в 2009 році дозволило дослідникам краще зрозуміти філогенію родини тиранових. Згідно із запропонованою ними класифікацією, рід Тираник (Serpophaga) належить до родини тиранових (Tyrannidae), підродини Еленійних (Elaeniinae) і триби Elaeniini. До цієї триби систематики відносять також роди Еленія (Elaenia), Жовтоголовий тиран (Tyrannulus), Тиранець (Myiopagis), Сивий тиранчик (Suiriri), Жовтий тиранчик (Capsiempis), Тиран-крихітка (Phyllomyias), Бурий тиранчик (Phaeomyias), Кокосовий мухоїд (Nesotriccus), Перуанський тиранець (Pseudelaenia), Тиранчик-довгохвіст (Mecocerculus), Торилон (Anairetes), Тачурі-сірочуб (Polystictus), Гострохвостий тиранчик (Culicivora) і Дорадито (Pseudocolopteryx).

## Види
Виділяють шість видів:
- Тираник сірий (Serpophaga cinerea)
- Тираник річковий (Serpophaga hypoleuca)
- Тираник темний (Serpophaga nigricans)
- Тираник сіроголовий (Serpophaga subcristata)
- Тираник білочеревий (Serpophaga munda)
- Тираник аргентинський (Serpophaga griseicapilla)[6]

## Етимологія
Наукова назва роду Serpophaga походить від сполучення слів дав.-гр. σερφος — комар і φαγος — той, хто їсть.